# Deutsches Olympisches Institut
Das Deutsche Olympische Institut (DOI) war eine Forschungseinrichtung, die sich mit Themen der olympischen Bewegung befasste. Am 4. Mai 2007 ging das Deutsche Olympische Institut in die neugegründete Deutsche Olympische Akademie Willi Daume über.

## Geschichte
Das Deutsche Olympische Institut wurde am 17. November 1990 vom Nationalen Olympischen Komitee Deutschland (NOK) gegründet. Eröffnet wurde es am 24. Mai 1993, dem 80. Geburtstag Willi Daumes, auf dessen Initiative die Einrichtung des Institutes zurückging. Zum Aufgabenbereich des DOI gehörte „die wissenschaftliche Erforschung und Dokumentation der olympischen Bewegung“. Erster Vorsitzender des Institutes nach der Gründung wurde ab 1991 Herbert Haag, der dieses Amt bis 1994 ausübte und in dieser Zeit von seiner Professur für Sportpädagogik an der Christian-Albrechts-Universität zu Kiel beurlaubt war. Haag formulierte später, die Idee sei gewesen, das Institut als „Denkwerkstatt für Olympische Themen“ zu führen. Die ursprünglichen Pläne seien jedoch durch die gescheiterte Bewerbung Berlins um die Sommerspiele 2000 gebremst worden.
Angesiedelt war das Deutsche Olympische Institut in einer Villa am Kleinen Wannsee 6a in Berlin, fünf weitere Städte hatten sich im Vorfeld der Gründung des DOI im Jahr 1990 ebenfalls als Heimat der Einrichtung beworben.
Finanziert und unterstützt wurde das Deutsche Olympische Institut unter anderem vom Nationalen Olympischen Komitee Deutschlands, vom Berliner Senat, von der AOK, aus Bundesmitteln und von Sportfachverbänden. In die Kritik geriet es wegen hoher Kosten.
Ende 2004 zog das Institut von Berlin nach Frankfurt am Main um, nachdem der Berliner Senat seine Unterstützung erheblich zurückgefahren hatte und das Bundesland Hessen Räume im „Haus des Sports“ angeboten hatte. Dort waren bereits ebenfalls das Nationale Olympische Komitee Deutschlands und der Deutsche Sportbund ansässig.